# ترلوك
ترلوك (بالإنجليزية: Turlock )‏ هي إحدى مدن مقاطعة ستانيسلاوس، كاليفورنيا. تم إعطاءها لقب مدينة في 15 فبراير، 1908.

## المناخ
يظهر الجدول التالي التغييرات المناخية على مدار السنة لترلوك:
| البيانات المناخية لـترلوك         | البيانات المناخية لـترلوك | البيانات المناخية لـترلوك | البيانات المناخية لـترلوك | البيانات المناخية لـترلوك | البيانات المناخية لـترلوك | البيانات المناخية لـترلوك | البيانات المناخية لـترلوك | البيانات المناخية لـترلوك | البيانات المناخية لـترلوك | البيانات المناخية لـترلوك | البيانات المناخية لـترلوك | البيانات المناخية لـترلوك | البيانات المناخية لـترلوك |
| الشهر                             | يناير                     | فبراير                    | مارس                      | أبريل                     | مايو                      | يونيو                     | يوليو                     | أغسطس                     | سبتمبر                    | أكتوبر                    | نوفمبر                    | ديسمبر                    | المعدل السنوي             |
| --------------------------------- | ------------------------- | ------------------------- | ------------------------- | ------------------------- | ------------------------- | ------------------------- | ------------------------- | ------------------------- | ------------------------- | ------------------------- | ------------------------- | ------------------------- | ------------------------- |
| الدرجة القصوى °ف (°م)             | 68 (20)                   | 77 (25)                   | 87 (31)                   | 96 (36)                   | 103 (39)                  | 108 (42)                  | 114 (46)                  | 111 (44)                  | 103 (39)                  | 98 (37)                   | 83 (28)                   | 70 (21)                   | 114 (46)                  |
| متوسط درجة الحرارة الكبرى °ف (°م) | 55 (13)                   | 61 (16)                   | 68 (20)                   | 73 (23)                   | 81 (27)                   | 88 (31)                   | 94 (34)                   | 92 (33)                   | 88 (31)                   | 78 (26)                   | 64 (18)                   | 54 (12)                   | 75 (24)                   |
| المتوسط اليومي °ف (°م)            | 47.5 (8.6)                | 52 (11)                   | 57 (14)                   | 61.5 (16.4)               | 68 (20)                   | 74 (23)                   | 78.5 (25.8)               | 77 (25)                   | 73.5 (23.1)               | 65.5 (18.6)               | 54.5 (12.5)               | 46.5 (8.1)                | 63.0 (17.2)               |
| متوسط درجة الحرارة الصغرى °ف (°م) | 40 (4)                    | 43 (6)                    | 46 (8)                    | 50 (10)                   | 55 (13)                   | 60 (16)                   | 63 (17)                   | 62 (17)                   | 59 (15)                   | 53 (12)                   | 45 (7)                    | 39 (4)                    | 51 (11)                   |
| أدنى درجة حرارة °ف (°م)           | 18 (−8)                   | 25 (−4)                   | 33 (1)                    | 35 (2)                    | 42 (6)                    | 45 (7)                    | 53 (12)                   | 52 (11)                   | 48 (9)                    | 39 (4)                    | 30 (−1)                   | 18 (−8)                   | 18 (−8)                   |
| معدل هطول الأمطار إنش (مم)        | 2.4 (61)                  | 2.2 (56)                  | 2.0 (51)                  | 0.9 (23)                  | 0.4 (10)                  | 0.1 (2.5)                 | 0 (0)                     | 0 (0)                     | 0.2 (5.1)                 | 0.7 (18)                  | 1.4 (36)                  | 2.0 (51)                  | 12.3 (313.6)              |
| [بحاجة لمصدر]                     |                           |                           |                           |                           |                           |                           |                           |                           |                           |                           |                           |                           |                           |

## أعلام
- جوستين غراهام
- جوناثان كوين
- إس. إس. كوك
- جون بوردمان
- ديف ستيفنز
- نيت كوستا
- ليو توماس